# Stefan Vanselow
Stefan Vanselow (* 1980) ist ein deutscher Kirchenmusiker, Chorleiter, Dirigent und Lehrbeauftragter für Dirigieren an der Hochschule für Musik, Theater und Medien Hannover. Sein musikalisches Spektrum reicht von der Alten Musik in historischer Aufführungspraxis bis hin zu Uraufführungen. Als Dirigierpädagoge vermittelt Vanselow, neben einer soliden handwerklichen Basis und stilgerechter musikalischer Ausdrucksfähigkeit, vor allem auch psychologische Kompetenzen zur Interaktion mit den jeweiligen Ensembles.

## Leben
Stefan Vanselow erhielt in Dresden seine erste musikalische Prägung als Sänger im Dresdner Kreuzchor. Nach dem Abitur studierte er ab 1. Oktober 1999 bis zum Diplom am 30. September 2005 an der Hochschule für Musik „Hanns Eisler“ Berlin sowie in London Chordirigieren und Kirchenmusik. Zu seinen Lehrern zählten Jörg-Peter Weigle, Patrick Russill (Chordirigieren), Leo van Doeselaar, Paolo Crivellaro (Orgel), Wolfgang Seifen und Dirk Elsemann (Orgelimprovisation). Als Preisträger mehrerer internationaler Dirigenten-Wettbewerbe und verschiedener Stiftungen rundete Vanselow seine künstlerische Ausbildung durch Meisterkurse bei Eric Ericson, Helmuth Rilling, Simon Halsey, Andrew Parrott, Daniel Reuss und Robert Sund ab.
Stefan Vanselow arbeitete mit verschiedenen Ensembles zusammen, etwa mit dem MDR-Rundfunkchor Leipzig, dem Rundfunkchor Berlin oder dem RIAS-Kammerchor, übernahm Choreinstudierungen beispielsweise für René Jacobs, Bruno Weil, Jun Märkl, Howard Arman Andrew Manze, Eivind Gullberg Jensen oder den Norddeutschen Rundfunk.
Im Januar 2012 übernahm Vanselow die Leitung des Hannoverschen Oratorienchores. Parallel dazu ist er als künstlerischer Leiter des Studiochores Bielefeld tätig, doziert Dirigieren an der Hochschule für Musik, Theater und Medien Hannover und wirkt als Kirchenmusiker in Beckum an der dortigen Christus-Kirche. Zum April 2015 kündigte Vanselow seinen Wechsel als Kreiskantor an die Marktkirche St. Nicolai in Hameln an.

## Diskographie
- 2011: Dass du ewig denkst an mich, CD mit deutschen Volksliedern in neuen Sätzen, aufgenommen mit dem Kammerchor cantamus dresden beim Label querstand mit Sitz in Leipzig[4]